# Faramea cuatrecasasii
Faramea cuatrecasasii är en måreväxtart som beskrevs av Paul Carpenter Standley och Julian Alfred Steyermark. Faramea cuatrecasasii ingår i släktet Faramea och familjen måreväxter. Inga underarter finns listade i Catalogue of Life.